# Куршум с кух връх
Куршум с кух връх е експандиращ проектил, който има вдлъбнатина или кухина във върха си, който да предизвика разширяване при навлизане в обекта, за да се намали проникването и засегне повече тъкан, докато преминава през целта.
Куршумът с кух връх след сблъсък с жива тъкан вследствие на експанзивната кухина на върха увеличава диаметъра си веднага след проникване в целта, като по този начин увеличава увреждането на тъканите и шока или загубата на кръв, както и остава в раневия канал, като по този начин прехвърля цялата кинетична енергия върху целта (докато част от енергията ще остане в куршума, ако той е преминал през нея). И двете цели са за да се увеличи възпиращия ефект. 

## Механизъм на действие

### Разширение
Когато куршум с кух връх удари целта, налягането създавано в кухината от живата тъкан, която има приблизителна плътност на вода, кара материала (обикновено олово) около вътрешния край да се разширява, увеличавайки аксиалния диаметър на куршума. Този процес обикновено се нарича mushrooming (от английски: mushroom – „гъба“), заради заоблената форма в горната част на куршума, приличаща на гъба, която се получава след достигането на целта.
Колкото е по-голяма площта на предната повърхност на един кух куршум, толкова повече се ограничава дълбочината на проникване в целта и се увеличават нанасяните щети на тъканите по канала на раната.

### Точност
С цел намаляване на влиянието на обтичащия въздух при полет, върху кухия връх някои боеприпаси имат пластмасов обтекател/връх, закриващ експанзивната кухина.

## Законност
В Хагската конвенция от 1899 г., Декларация III, е забранено да се използват в международните военни действия  куршуми, които лесно се разширяват или сплескват в организма.
Това често погрешно се смята за забрана в Женевската конвенция, но тя е значително преди хагската, и в действителност е продължение на Санкт Петербургската декларация от 1868 г., която забранява взривяване на боеприпаси по-малки от 400 g, а също така средства, предназначени за утежняване на раните на войници или причиняване на неизбежна смърт.
Въпреки забраната за военна употреба, куршумите с кух връх са най-често срещаните видове куршуми, използвани от цивилни и полицията.

## Терминология
Проектил с кух връх или експанзивна кухина, са наричани още дум-дум патрони на британския арсенал в град Дум-дум, в Северна Калкута, Индия, където за първи път са разработени. Този термин се среща рядко сред стрелците в Северна Америка, но все още може да се срещне в употреба в средствата за масова информация и за сензационна белетристика. Също така са наричани „JHP“ от английското „jacketed hollow point“ – полуоблечен с вдлъбнат връх. Мек връх (soft point) не е същото като кух връх (hollow point), но пак има експанзивно действие.

## Галерия
- Изстрелян .38 специален куршум с кух връх (експанзивен) при поглед отстрани, показващ ефектът mushrooming
- Разширен 124-грейнов 9×19 мм Luger облечен патрон с кух връх
- Три изстреляни .22 калибър куршуми във вода. От ляво на куршум от същия тип, който не е бил изстрелван
- Различни патрони кух връх: .45 auto, .38 специален, .44 S & W, .44 Ремингтон Магнум